# 沈政昌
沈政昌（1960年5月—），男，江苏常熟人，中国浮选装备专家，矿冶科技集团有限公司首席科学家、博士生导师，享受国务院政府特殊津贴专家，中国工程院院士。